# Michel Vovelle
Michel Vovelle (ur. 6 lutego 1933 w Gallardon, zm. 6 października 2018) – francuski historyk. 
Zajmował się historią mentalności oraz rewolucją francuską. Był związany ze Szkołą Annales.

## Wybrane publikacje
- Vision de la mort et de l'au-delà en Provence du XVeauXIXe d'après les autels des âmes du purgatoire, (en collaboration avec Gaby Vovelle), Paris, A. Colin, 1970.
- Piété baroque et déchristianisation en Provence au XVIIIe. Les attitudes devant la mort d'après les clauses de testaments, Paris, Seuil, 1973.
- Mourir autrefois, Paris, Gallimard / Julliard, 1974 ; rééd. coll. Folio, 1990.
- L'Irrésistible Ascension de Joseph Sec bourgeois d'Aix, Aix, Edisud, 1975.
- La Métamorphose de la fête en Provence de 1750 à 1820, Paris, Flammarion, 1976.
- Religion et Révolution : la déchristianisation de l'an II, Paris, Hachette, 1976.
- La Mort et l'Occident de 1300 à nos jours, Paris, Gallimard, 1983 ; réed. 2001.
- La Ville des morts, essai sur l'imaginaire collectif urbain d'après les cimetières provençaux, 1800–1980 (en collaboration avec Régis Bertrand), Marseille, Éditions du CNRS, 1983.
- Théodore Desorgues ou la désorganisation : Aix-Paris, 1763–1808, Paris, Seuil, 1985.
- La Mentalité révolutionnaire : société et mentalités sous la Révolution française, Paris, Éd. sociales, 1986.
- 1793, la Révolution contre l'Église : de la raison à l'être suprême, Paris, Complexe, 1988.
- Les Aventures de la raison (entretiens avec Richard Figuier), Paris, Belfond, 1989.
- 1789 l'héritage et la mémoire, Privat, 1989.
- De la cave au grenier, Serge Fleury Éd., Canada, 1980.
- Histoires figurales : des monstres médiévaux à Wonderwoman, Paris, Usher, 1989.
- La Révolution française, Paris, A. Colin, 1992–2002.
- L'heure du grand passage : Chronique de la mort, coll. Découvertes Gallimard (n° 171), Gallimard, 1993.
- Les Âmes du purgatoire ou le travail du deuil, Paris, Gallimard, 1996.
- Le Siècle des lumières, Paris, PUF, 1997.
- Les Jacobins de Robespierre à Chevènement, Paris, La Découverte, 1999.
- Les Républiques sœurs sous les regards de la grande nation, Paris, L'Harmattan, 2001.
- Combats pour la Révolution française, Paris, La Découverte, 1993–2001.
- Les Folies d'Aix ou la fin d'un monde, Éd. Le temps des cerises, Pantin, 2003.
- La Révolution française expliquée à ma petite-fille, Seuil, 2006
- « Emotions and writing the history of death. An interview with Michel Vovelle, Régis Bertrand and Anne Carol », (par Gian Marco Vidor), Mortality (Routledge), 20 janvier 2015.

## Publikacje w języku polskim
- Człowiek oświecenia, pod red. Michela Vovelle'a, przeł. Monika Gurgul, Warszawa: „Świat Książki” 2001.
- Śmierć w cywilizacji Zachodu: od roku 1300 po współczesność, przeł. Tomasz Swoboda oraz Maryna Ochab, Magdalena Sawiczewska-Lorkowska, Diana Senczyszyn, Gdańsk: „Słowo/obraz Terytoria” 2004 (wyd. 2 – 2008).